# Zicksee
Zicksee är en grund slättsjö i Österrike.   Den ligger i kommunen Sankt Andrä am Zicksee i förbundslandet Burgenland, 60 km sydost om huvudstaden Wien. Zicksee ligger 116 meter över havet. Arean är 1,3 kvadratkilometer. Sjön sträcker sig 1,5 kilometer i nord-sydlig riktning, och 1,6 kilometer i öst-västlig riktning. Sjöns vattendjup är någon enstaka decimeter och under en värmebölja i juli 2022 var den nära att torka ut med tusentals döda fiskar som följd. En räddningsaktion inleddes för att föra över fisk till närliggande dammar.
Trakten runt Zicksee består till största delen av jordbruksmark. Runt Zicksee är det ganska tätbefolkat, med 58 invånare per kvadratkilometer.